# Matías González
Matías González (6. srpen 1925, Artigas – 12. květen 1984) byl uruguayský fotbalista. Nastupoval především na postu obránce.
S uruguayskou reprezentací vyhrál mistrovství světa roku 1950. Na vítězném šampionátu nastoupil ke všem čtyřem utkáním. V národním týmu působil v letech 1949–1956 a celkem za něj odehrál 30 zápasů.
Celou svou kariéru strávil v klubu CA Cerro Montevideo, nejlepším umístěním v uruguayské lize, kterého s ním dosáhl, bylo dvakrát třetí místo (1955, 1956).